# CF Asturias
A CF Asturias egy megszűnt mexikói labdarúgócsapat, amelynek otthona Mexikóváros volt. Sporttörténeti jelentősége abban áll, hogy a mexikói professzionális első osztályú bajnokság első bajnokcsapata volt.

## Története

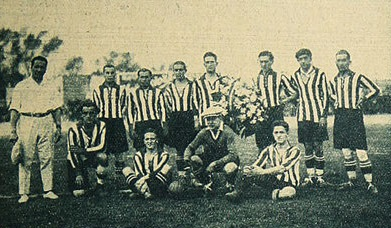
Az 1927-ben a chilei Colo-Colo ellen pályára lépő Asturias csapata

Az Asturiast 1918. február 7-én alapította az Asztúriából származó José Menéndez Aleu és néhány honfitársa. Mivel a fővárosi bajnokságban való részvételüket többen is akadályozták, ezért úgy döntöttek, saját ligát alapítanak, amelyben rajuk kívül olyan csapatok játszottak még, mint a Cataluña, a San Cosme, a Blanco y Negro, az ABC és az Águila. Ezt a kis ligát meg is nyerték, amivel kivívtak annyi megbecsülést, hogy az 1919–1920-as szezonra már csatlakozhattak a Liga Mexicana nevű, szintén amatőr bajnoksághoz.
Az 1922–1923-as szezonban megszerezték első bajnoki címüket, amit 1939-ben megismételtek. A professzionális bajnokság 1943-ban indult, ennek tíz alapító csapata között az Asturias is szerepelt, és sporttörténelmet írt azzal, hogy rögtön az első szezonban bajnoki címet is nyert, miután a tabellán az Españával egyenlő pontszámmal végzett, az elsőséget eldöntő pluszmérkőzésen pedig 4–1-re legyőzte őket. A következő években nem tudták megismételni a sikert, sőt, az 1949–1950-es szezon végén (az Españával és a Moctezumával együtt) a szövetséggel való nézeteltérések miatt elhagyták a bajnokságot. Ez a távozás egyben az Asturias teljes megszűnését is jelentette.

## Bajnoki eredményei
A csapat első osztályú szereplése során az alábbi eredményeket érte el:
| Év        | Helyezés |
| --------- | -------- |
| 1943–1944 | Bajnok   |
| 1944–1945 | 5. hely  |
| 1945–1946 | 10. hely |
| 1946–1947 | 10. hely |
| 1947–1948 | 15. hely |
| 1948–1949 | 5. hely  |
| 1949–1950 | 5. hely  |